# BitComet
BitComet – program komputerowy do wymiany plików w sieci peer to peer BitTorrent.
Napisany w całości w C++, oferuje dużą szybkość działania i nie obciąża nadmiernie zasobów komputera. Nie zawiera reklam ani oprogramowania szpiegującego, jest bezpłatny. Do wyboru jest wiele wersji językowych programu, w tym polska.
Wśród funkcji BitComet można wymienić m.in.:
- pobieranie kilku plików jednocześnie
- możliwość wyboru plików w ramach jednego torrenta
- możliwość oglądania ściąganych plików, nawet jeśli nie są kompletne
- ustalanie priorytetów i kolejki pobierań
- obsługa sieci DHT
- omijanie zapór sieciowych i NAT-ów
- wbudowany czat z innymi użytkownikami
- możliwość filtrowania adresów IP, zgodna ze standardem eMule
- kreator plików oraz łączy torrent
- BCTP Link – aby zacząć ściąganie wystarczy link z infohashem, niepotrzebny jest plik torrent

## Zwalczanie BitComet
Wprowadzenie DHT w wersji 0.59 zmniejszyło sens istnienia prywatnych trackerów.
DHT pozwalała ściągać pliki pomiędzy użytkownikami BitComet, jeżeli:
- tracker jest nieczynny lub nie odpowiada na żądania klienta,
- plik torrent został umieszczony na publicznych stronach WWW lub przesłany w inny sposób do osób zainteresowanych,
- została zaznaczona opcja 'Add DHT Network as backup tracker'.

Spowodowało to oburzenie ze strony posiadaczy prywatnych trackerów. Większość prywatnych trackerów utrzymuje się z opłat za rejestrację nowych użytkowników, datków od użytkowników, lub reklam. Dzięki opcji DHT można było używać identycznych plików torrent ściągniętych z publicznych stron WWW bez żadnej rejestracji ani innych restrykcji w ściąganiu plików wprowadzonych przez właścicieli prywatnych trackerów.
Żeby temu zapobiec administratorzy prywatnych trackerów zaczęli blokować użytkowników BitComet. W wersji 0.61 zmieniono działanie programu w ten sposób, że jeżeli BitComet wykryje, że torrent jest prywatny to nie będzie używał dla niego sieci DHT. Mimo tej zmiany klient jest wciąż blokowany na wielu trackerach.

## Krytyka programu
Pomimo wielu użytkowników, starsze wersje BitComet spotykają się z krytyką właścicieli prywatnych trackerów.
Sieć bittorent opiera się na wymianie, nie na oszustwach. BitComet zaś często prowadzi nieuczciwą grę. W wersji 0.60 był problem zwany „The DHT exploit”, przez co BitComet jest blokowany przez inny program kliencki – bittornado, o czym zdecydował jego twórca John Hoffman.
Innym powodem, dla którego administratorzy trackerów często blokują BitComet, jest jego tzw. agresywność. Chodzi o fakt zbyt częstego wysyłania zapytań do trackera (4-5 razy częściej w porównaniu z innymi klientami BitTorrent), co sprawia, że użytkownicy BitComet szybciej łączą się z osobami udostępniającymi dany torrent, kosztem innych użytkowników, jak również przeciążają łącze serwera.
Trackery, na których BitComet jest zablokowany, zazwyczaj blokują też inne podobnie agresywne aplikacje klienckie BitTorrent, na przykład BitSpirit.